# Карвил
Карвил (фр. Carville) је насељено место у Француској у региону Доња Нормандија, у департману Калвадос.
По подацима из 2011. године у општини је живело 363 становника, а густина насељености је износила 34,8 становника/km².

## Демографија
| 1962. | 1968. | 1975. | 1982. | 1990. | 2011. |
| ----- | ----- | ----- | ----- | ----- | ----- |
| 407   | 394   | 360   | 324   | 312   | 363   |